# Хаунек
Хаунек (нем. Hauneck) — община в Германии, в земле Гессен. Подчиняется административному округу Кассель. Входит в состав района Херсфельд-Ротенбург.  Население составляет 3250 человек (на 31 декабря 2010 года). Занимает площадь 17,75 км².
Община подразделяется на 7 сельских округов.